# Вулиця Донцова (Львів)
Вулиця Донцова — вулиця у Личаківському районі міста Львова, поблизу історичного центру. Сполучає вулиці Личаківську та Пекарську.

## Назва

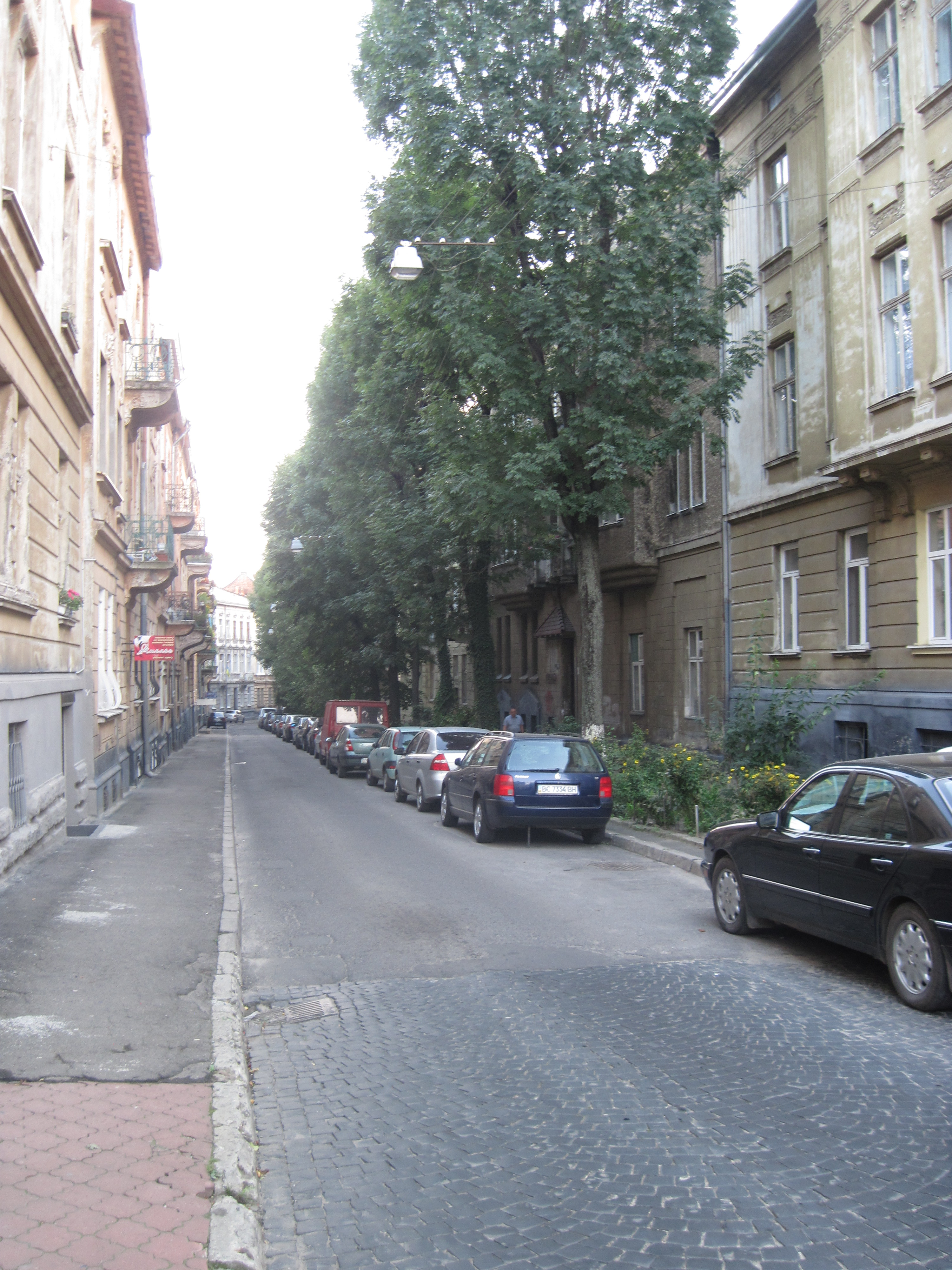
Вулиця Донцова

Вулиця була прокладена у 1913 році та отримала назву — Глинянська, на честь містечка Глиняни. 1933 року названа на честь польського політичного діяча Тадеуша Голувка, вбитого два роки перед тим бойовиками ОУН. 1943 року мала назву Рідна школа-ґассе. У липні 1944 року повернена назва на честь Голувка, а у грудні 1944 року названа на честь червоноармійського командира Григорія Котовського. Від 1992 року походить сучасна назва на честь Дмитра Донцова, українського політичного діяча, засновника теорії інтегрального націоналізму.

## Забудова
Вулиця Дмитра Донцова забудована здебільшого респектабельними сецесійними будинками перших десятиліть XX століття. Більшість будинків внесено до Реєстру пам'яток місцевого значення.

### З непарного боку вулиці
№ 7 — житловий будинок, колишній прибутковий дім Давида і Лаури Ельстерів. Збудований 1910 року за проєктом Романа Табінського. В адресній книзі за 1913 рік стверджено, що в будинку мешкала Анна Смолецька, власниця нерухомости.
№ 9 — другий прибутковий будинок родини Ельстерів, збудований 1911 року за проєктом Броніслава Бауера. В адресній книзі за 1913 рік стверджено, що в будинку за адресою Глинянська, 9, мешкали, зокрема, банківський працівник Давид Ельстер, урядник ц.-к. Намісництва Вітольд Ґодлевський, кандидат адвокатури доктор Пейсах Ґольдшляґ, удова старости Мелянія Кравчикевич, власник кіносалону Маврицій Майблюм. У травні 2019 року, у межах проєкту «Муніципальний розвиток і оновлення старої частини міста Львова», відреставровано вхідну металеву браму цього будинку. У цьому будинку міститься студія свіжих емоцій «M'yata».
№ 11 — житловий будинок, споруджений 1911 року для родини Сокіл, за проєктом Броніслава Бауера. В адресній книзі за 1913 рік стверджено, що в будинку за адресою Глинянська, 11 мешкав землевласник Владислав Богданович.
№ 15 (колишня адреса — вул. Глинянська, 13) — триповерхова кам'яниця, в якій на початку свого перебування у Львові у 1875—1876 роках, мешкав Іван Франко.
№ 19 — житловий будинок. Тут за польських часів працювала випозичальня (прокат) фільмів «Іссафільм».

### З парного боку вулиці
№ 4 — колишній прибутковий будинок Саломона Рогатина. У червні 1909 року фірма Міхала Уляма виконала проєкт, а завершили будівництво до 1911 року. Автор фасадів — Роман Фелінський, планування Фердинанда Касслера. Будинок стилістично близький до німецького модерну. Виразності фасадам надають два двоярусні еркери з балконами між ними. Другий та третій яруси вкриті фактурним тиньком. 1911 року в цьому будинку Фердинанд Касслер відкрив власне архітектурне бюро. Будинок внесений до Реєстру пам'яток архітектури місцевого значення під охоронним № 1606-м.
№ 6 — житловий будинок, власницею якого принаймні в 1913 році була Антоніна Вебер. Будинок внесений до Реєстру пам'яток архітектури місцевого значення під охоронним № 1607/1-м.
№ 8, 8а, 10, 10а — комплекс колишніх прибуткових будинків, споруджений фірмою Івана Левинського у 1906—1908 роках у стилі віденської сецесії для Марії та Зиґмунта Бардахів. Ймовірним автором проєктів був Тадей Обмінський. Разом будинки утворюють курдонер. В адресній книзі за 1913 рік власниками будинку № 8 вказані Ісаак Флек та Бернард Рапапорт. На той час одним із мешканців будинку був підполковник у відставці Йосеф (Юзеф) Козовер, а також у будинку діяв спеціалізований художній заклад братів Ейзига та Ісака Флеків. Від 2012 року в будинку № 10 працює школа англійської мови для дітей «Pingu's Club». Будинки внесені до Реєстру пам'яток архітектури місцевого значення під охоронними № 1607/2-м, № 1607/3-м, № 1607/4-м, № 1607/5-м відповідно.
№ 12, 14 — сецесійні житлові будинки, споруджені у 1907 році фірмою Івана Левинського, прикрашені керамічними виробами його фабрики. Замовниками виступали Владислав Брайтер та Юзеф Рогсек. Будинки внесені до Реєстру пам'яток архітектури місцевого значення під охоронними № 1607/6-м, № 1607/7-м відповідно.
№ 16 — житловий будинок споруджений у 1906—1907 роках для Фердинанда Борковського за проєктом Августа Богохвальського.

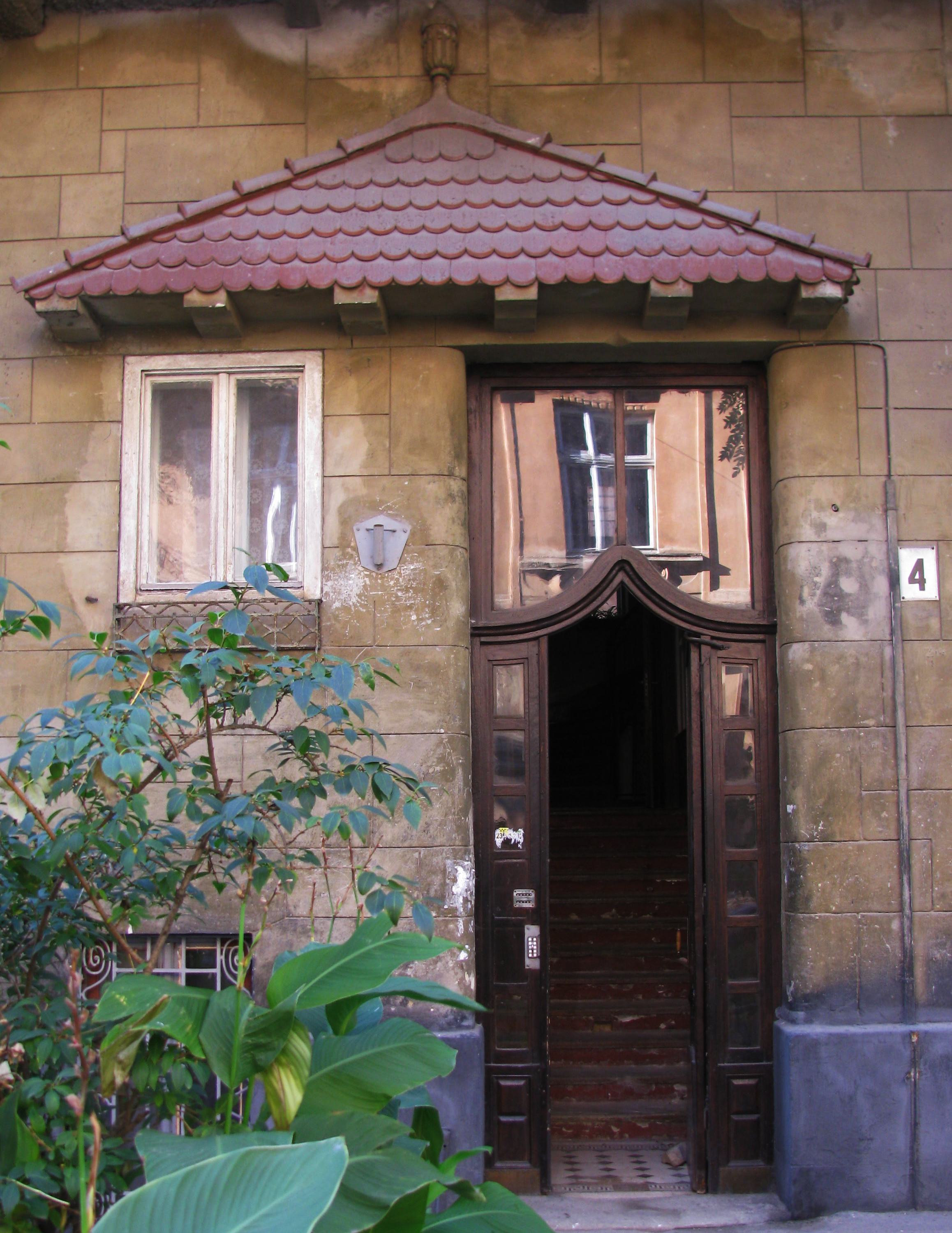
Будинок (вул. Донцова, 4)
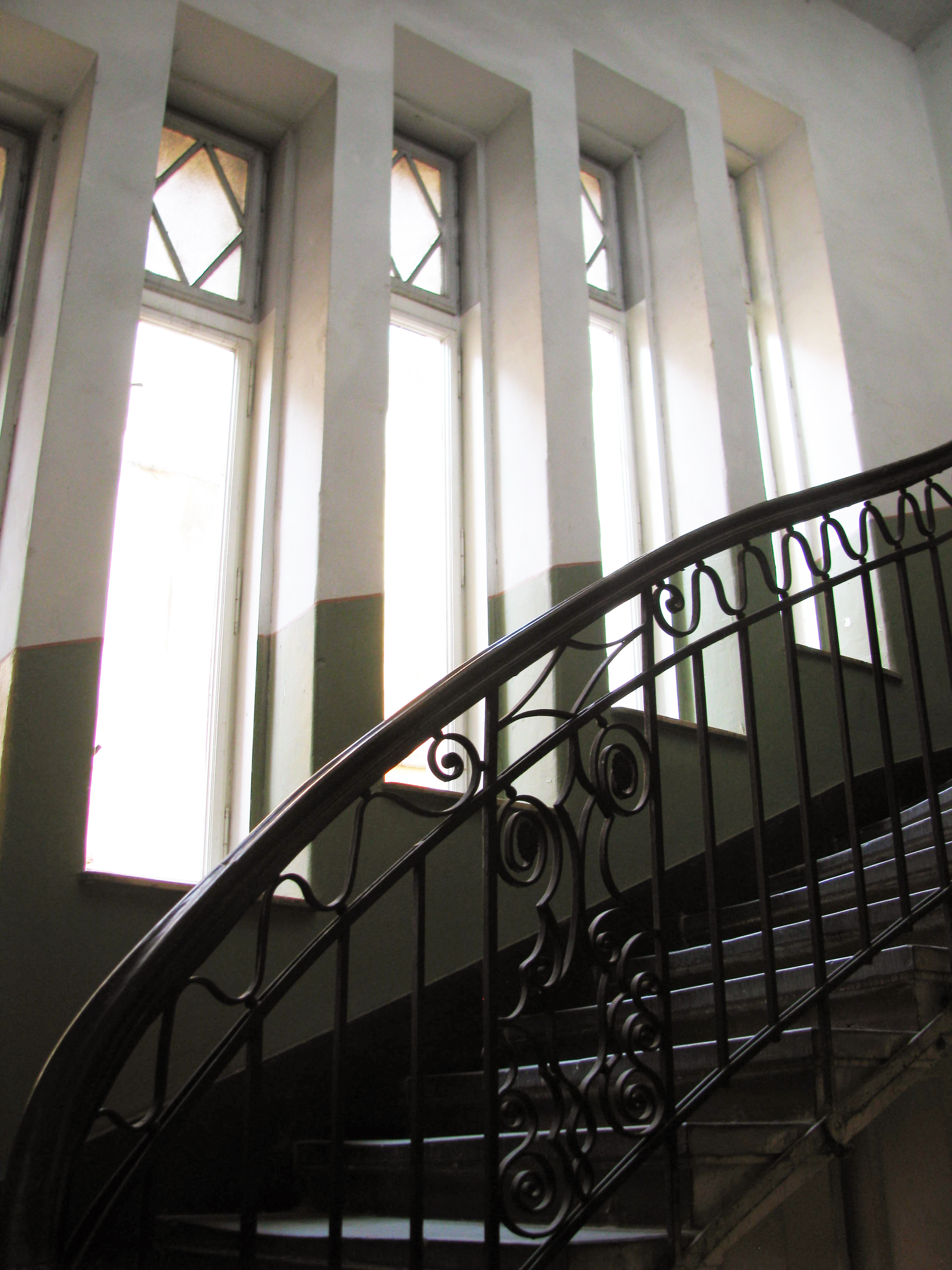
Сходова клітка будинку (вул. Донцова, 4)
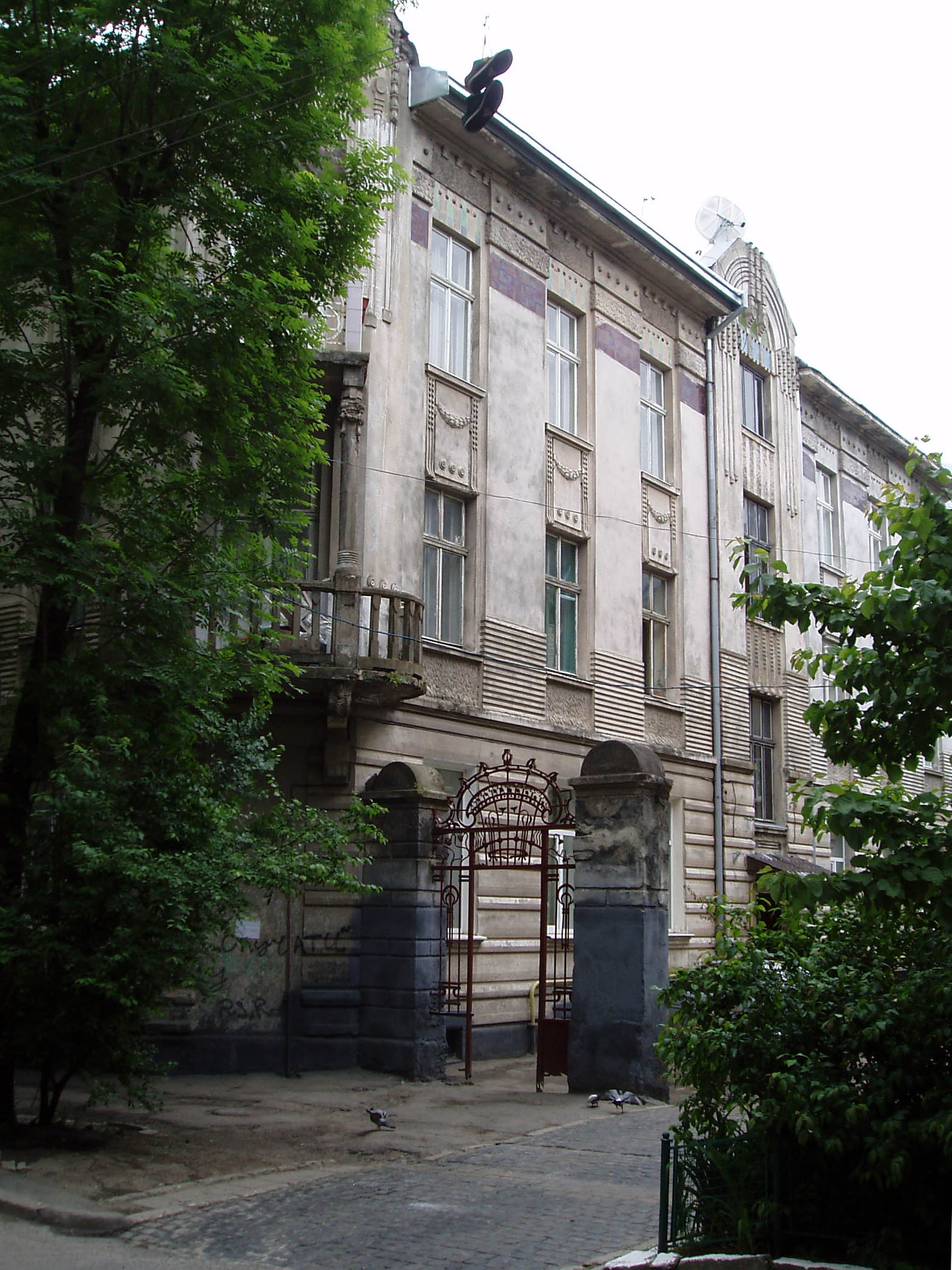
Будинок (вул. Донцова, 10)
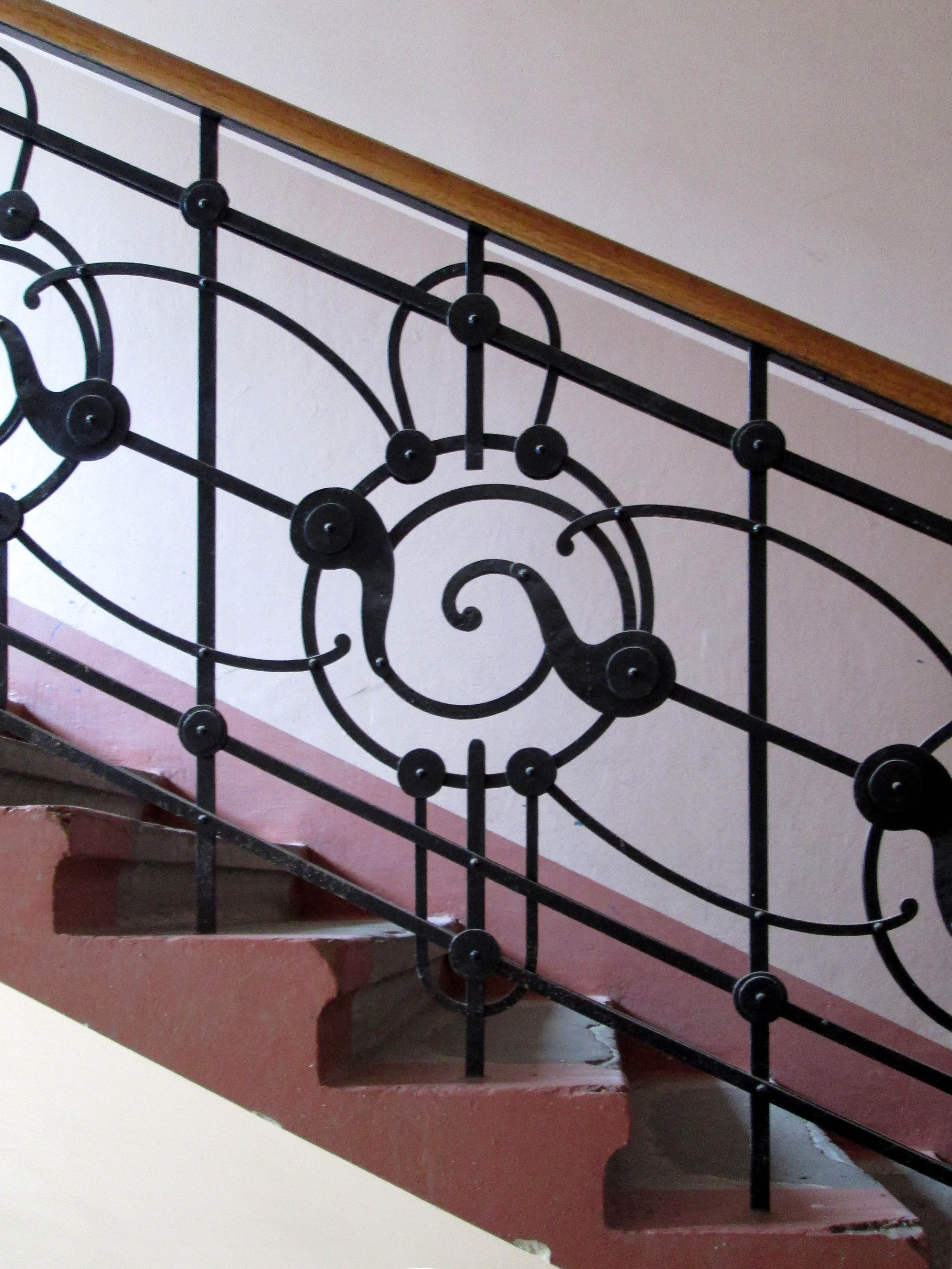
Сходи будинку (вул. Донцова, 10)